# Tomoderus fumeoalatus
Tomoderus fumeoalatus is een keversoort uit de familie snoerhalskevers (Anthicidae). De wetenschappelijke naam van de soort is voor het eerst geldig gepubliceerd in 1925 door Krekich-Strassoldo.